# Quartier Mozart
Pour plus de détails, voir Fiche technique et Distribution.
Quartier Mozart est un film franco-camerounais réalisé par Jean-Pierre Bekolo en 1992 et sorti en France en 1995. C'est le premier long métrage de ce réalisateur, qui a frappé par son originalité et a reçu plusieurs prix.

## Synopsis
Une jeune fille curieuse, appelée Chef de quartier, souhaite connaître la vie de ce quartier de Yaoundé. Une femme sorcière la transforme en jeune homme. S’intégrant dans le quartier comme un homme, elle en découvre les mœurs souvent machistes. Les jeunes du coin la poussent à draguer sans tergiverser Samedi, la fille de Chien Méchant, le policier du quartier, et attendent de savoir s’il va la « gérer ».
Une intrigue secondaire tourne autour de la famille de Chient Méchant : après avoir engagé comme gardien Panka, qui semble avoir le pouvoir de faire disparaître le sexe des hommes en leur serrant la main, il ramène une deuxième femme à la maison, et tente de la faire accepter à sa famille. Il finit par chasser sa première femme, en sollicitant le chef et son oncle. Il devra forcer ses enfants à s'adresser à la deuxième épouse pour demander de l’argent, et à manger sa cuisine.
Le film se boucle à la fin du parcours initiatique de Chef de quartier, qui retrouve sa forme initiale.

## Fiche Technique
Cette fiche est issue des informations figurant sur le site officiel d'Unifrance.
- Titre français : Quartier Mozart
- Réalisation : Jean-Pierre Bekolo
- Scénario : Jean-Pierre Bekolo
- Décors : Maria Dubin
- Costumes : Maria Dubin
- Photographie : Régis Blondeau
- Son : Newton Aduaka
- Montage : Jean-Pierre Bekolo
- Casting : Laurence Attali
- Musique : Philip Nikwé
- Société de production : Kola Case
- Pays d’origine :  Cameroun,  France
- Langue originale : français
- Format : 35 mm, couleur
- Genre : comédie
- Durée : 80 minutes
- Année de production : 1992
- Dates de sortie : 22 novembre 1995 (en France)

## Distribution
- Serge Amougou : Montype
- Sandrine Ola’a : Samedi
- Jimmy Biyong : Chien Méchant, le commissaire, père de Samedi
- Essindi Mindja : Atango, le couturier
- Christine : Maman Thècla, la sorcière
- Joelle Bekolo : Chef de quartier, la jeune fille curieuse
- Geneviève Ngo Ntamack : Sytsalla, première femme de Chien Méchant, mère de Samedi et d'Envoyé spécial
- Madeleine Messengué : Kongossa, seconde femme de Chien Méchant
- Seidou Abatcha : Panka
- Timoléon Luc Boyogueno : Bon pour est mort, tenancier de la boutique
- Atebass : Capo, ami de Bon pour est mort et d'Atango
- Félix Ndjoyem : Envoyé spécial, le frère de Samedi
- Ella Owoudou : le prêtre
- Karine Diesse : Mawa
- Jeanne Abanda : Endalè
- Véronique Mendouga : Muna
- Sophie Rose Ngué : Solo
- Joséphine Andomo : madame Panka
- Alain et Jean Handy : les jumeaux
- Tatfo : le chef
- Keki Manyo : l’oncle
- Pauline Andela : Anata
- Constant Eyango : Biblos

## Accueil
- « Il a fait pour la capitale du Cameroun ce que Spike Lee a fait pour Brooklyn. » (Cameron Bailey, Now Magazine)
- « Tout à fait en dehors de la norme, Quartier Mozart ne donne pas une image convenue de l'Afrique. Il propose une manière différente de faire du cinéma en Afrique. Je dis bien faire du cinéma en Afrique et non pas faire du cinéma africain. » (Daniel Toscan du Plantier au Festival de Cannes 1992)[2]

## Distinctions
- Prix Afrique en création, festival de Cannes 1992
- Prix Swissair et Carte jeune, festival de Locarno, 1992
- Mention spéciale, Festival des films du monde de Montréal 1992[3]

## Analyse
Le film expérimente une forme originale pour s’inscrire dans la culture africaine. Il affiche d’emblée son statut de fiction, dans la présentation théâtrale des personnages au spectateur, et dans sa structure de conte initiatique. Au centre du film, la scène de séduction est présentée comme un roman-photo avec des bulles. Les dialogues répondent à la volonté du réalisateur de montrer la dimension vivante du langage africain, où l’on ne peut jamais prévoir quelle réponse on recevra à une simple question comme « Comment ça va ? ». Il vise également à redonner aux images la dimension imaginaire propre à la culture africaine, sans laquelle il estime que les images habituelles de l’Afrique restent plates.
Sur le fond, il aborde les questions des relations entre hommes et femmes, de la sexualité, de la polygamie et de l’humour.

## Autour du film
Le quartier Mozart était un quartier chaud de Douala dans les années 50.
Il existe un DVD publié par AKVidéo et MGI, collection Écrans du monde, sorti en 2004.